# Euphorbia trinervia
Euphorbia trinervia là một loài thực vật có hoa trong họ Đại kích. Loài này được Schumach. & Thonn. mô tả khoa học đầu tiên năm 1827.